# Noumeaella
Genre
Noumeaella est un genre de mollusques nudibranches de la famille des Facelinidae. 
L'espèce type est Noumeaella curiosa collectée en Nouvelle-Calédonie.

## Liste d'espèces
Selon World Register of Marine Species (17 mars 2016) :
- Noumeaella africana Edmunds, 1970
- Noumeaella curiosa Risbec, 1937
- Noumeaella isa Ev. Marcus & Er. Marcus, 1970
- Noumeaella kristenseni (Ev. Marcus & Er. Marcus, 1963)
- Noumeaella rehderi Er. Marcus, 1965
- Noumeaella rubrofasciata Gosliner, 1991